# Kerrier
Kerrier (Cornisch: Keryer) was een Engels district in het graafschap Cornwall en telde 92.517 inwoners (2001). De oppervlakte bedraagt 473,5 km².
Van de bevolking is 19,1% ouder dan 65 jaar. De werkloosheid bedraagt 3,6% van de beroepsbevolking (cijfers volkstelling 2001).

## Plaatsen in district Kerrier
- Camborne
- Helston
- Redruth
- St Day